# Paola Biagioli
Paola Biagioli (Bagno a Ripoli, 6 aprile 1997) è una nuotatrice italiana, vincitrice della medaglia di bronzo alle Universiadi 2019 e della medaglia d'argento alle Universiadi 2023 nella staffetta 4x100 stile libero.

## Palmarès

### Competizioni internazionali
| Anno | Manifestazione          | Sede      | Evento    | Risultato | Prestazione | Note              |
| ---- | ----------------------- | --------- | --------- | --------- | ----------- | ----------------- |
| 2018 | Giochi del Meditteraneo | Tarragona | 4x100m sl | Oro       | 3'39"95     | Record dei Giochi |
| 2019 | Universiadi             | Napoli    | 4x100m sl | Bronzo    | 3'41"84     |                   |
| 2023 | Universiadi             | Chengdu   | 4x100m sl | Argento   | 3’38″82     |                   |